# Malgré-nous
L'expression « malgré-nous » désigne les Mosellans et les Alsaciens incorporés de force dans la Wehrmacht, l'armée régulière allemande, durant la Seconde Guerre mondiale, que ce soit dans la Heer (armée de terre), dans la Luftwaffe (armée de l'air), dans la Kriegsmarine (marine de guerre), ou encore dans la Waffen-SS. Les femmes incorporées dans les organisations nazies (RAD, KHD,..) ont été désignées les malgré-elles.

## Contexte historique
Le Traité de Francfort, scellant la défaite française de 1871, donna une partie de la Lorraine — le département de la Moselle dans ses limites actuelles — et quelques villages du département des Vosges ainsi que l’Alsace (moins l'arrondissement de Belfort) à l'Empire allemand laissant aux populations pendant quelques mois le choix « d'opter » pour la France. Les populations de ces contrées qui restent sur place se sont ainsi retrouvées sujets de l'Empereur allemand et soumises aux obligations et usages des ressortissants du nouveau Reich. Les jeunes hommes durent accomplir leur service militaire et tous ces soldats Alsaciens-Lorrains ont été mobilisés - au sein des armées de l'empire allemand - durant la Première Guerre mondiale. Entre 1914 et 1918, environ 18 000 Alsaciens-Mosellans « réfractaires » choisissent de quitter leurs familles pour aller s'engager dans l'armée française,, alors que 380 000 conscrits Alsaciens et Lorrains partent servir l'Allemagne et le Kaiser,. Cette mobilisation au début de la Première Guerre mondiale se fait globalement sans heurt, les jeunes générations n'ayant jamais connu la France et se considérant comme citoyens allemands. On le voit dans l’article en allemand Ich bin ein Kriegskind du pasteur Jean-Jacques Reutenauer, né en 1952. Son grand-père lui ayant dit quand il était encore tout jeune : « Si en 1917 les Américains n’étaient pas venus, nous n’aurions pas perdu la guerre ! », l’enfant répondit : « Mais, grand-père, la guerre c’est bien nous qui l’avons gagnée ! – Tu es trop jeune pour comprendre. ». À la fin de la guerre, en 1918, après 4 ans de dictature militaire, de brimades et de destructions volontaires, la population d'Alsace-Moselle n'éprouve plus la moindre sympathie pour l'Allemagne et fait le dos rond en espérant une paix prochaine.
Le problème est radicalement différent en 1942, tant sur le plan sociologique que sur le plan juridique. D'un point de vue humain, les jeunes appelés Alsaciens et Mosellans ne sont pas nés Allemands ; ils sont majoritairement restés « Français de cœur » et n'ont pour la plupart pas opté pour obtenir la nationalité allemande, qui leur a été octroyée d'office au nom du Volkstum. D'un point de vue légal, l’annexion de facto des trois départements français par l'Allemagne nazie n'a pas été ratifiée par le droit international ni d’ailleurs par aucun traité entre la France de Vichy et l’Allemagne ; c’est ce que précise le 3 septembre 1940 une protestation du général Huntziger au général von Stulpnagel, président de la commission allemande d’armistice. Il y est bien dit : « C’est avec la France entière, dans ses frontières de l’état de 1939, que l’Allemagne a signé la Convention du 22 juin » et on rappelle que cette Convention avait précisé « que le Gouvernement français avait le droit d’administrer les territoires occupés et non occupés, sans limitation territoriale aucune ». « Dès l'été 1940, écrit Bernard Vogler, l'attitude des catholiques est quasi unanime dans le refus, qui ne fait que s'accentuer durant les quatre années, soit une attitude totalement différente de leurs coreligionnaires sous le régime de Vichy […] En été 1940 la grande majorité des protestants s'imaginent que ce sont les mêmes Allemands que ceux d'avant 1918. Aussi ce malentendu initial favorise-t-il un certain nombre de ralliements […] Mais cette attitude initiale est rapidement balayée : en l'espace de six mois on passe de la confiance à l'amertume de la parole trahie. »
Bien que le terme « malgré-nous » apparaisse déjà en 1920, après la Première Guerre mondiale, lorsque des associations d'anciens combattants alsaciens et lorrains de la Grande Guerre emploient cette formule pour mettre en avant le fait qu'ils avaient dû se battre « malgré eux » dans l'armée allemande contre la France,, les premiers véritables « malgré-nous » ont été incorporés de force par l'armée allemande à partir d'août 1942.

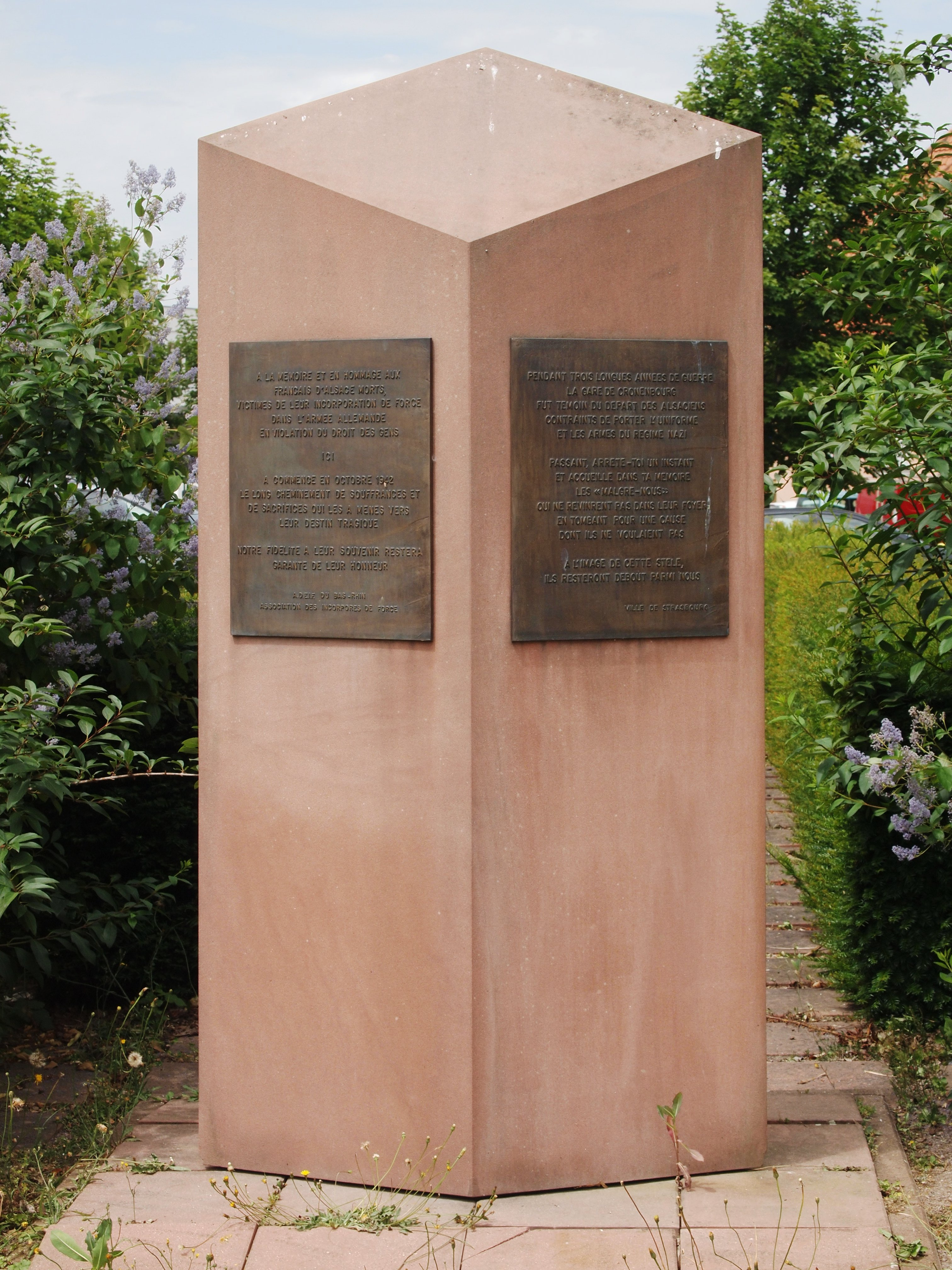
Stèle des malgré-nous à la gare de Strasbourg-Cronenbourg.

Quand l'armistice du 22 juin 1940 est signé, les cas de l'Alsace et de la Moselle ne sont pas évoqués. Ce territoire reste donc juridiquement français, bien qu'il fasse partie de la zone militairement occupée par l'Allemagne.
Le régime nazi l'annexe de fait au territoire allemand, par un décret du 18 octobre 1940 signé par le Führer Adolf Hitler qui en interdit la publication.
Le gouvernement de Vichy se borne à des notes de protestation adressées aux autorités allemandes de la commission de Wiesbaden, mais sans les rendre publiques, craignant les réactions allemandes : « Vous comprenez, disait en août 1942 le maréchal Pétain à Robert Sérot, député de la Moselle, les Allemands sont des sadiques qui nous broieront si, actuellement, nous faisons un geste. ». D’ailleurs ces notes restaient toujours sans réponses.
Le bruit se répand alors qu'une clause secrète avait de nouveau livré l'Alsace-Lorraine à l'Allemagne, à cette différence près que les trois ex-départements français ne formaient plus une entité propre, comme c'était le cas lors la précédente annexion. Ainsi, le Bas-Rhin et le Haut-Rhin deviennent le CdZ-Gebiet Elsass, territoire rattaché au Gau Baden-Elsaß ; tandis que la Moselle devient le CdZ-Gebiet Lothringen, territoire rattaché au Gau Westmark le 30 novembre 1940.

## Chronologie des faits
Jusqu'en août 1942 cependant, si on multiplia les organisations paramilitaires, où la population des jeunes était obligée de s'inscrire, on s'abstint de l'ultime transgression juridique, la mobilisation obligatoire dans l'armée allemande. Mieux encore, l'Allemagne proclamait qu'elle n'avait pas besoin des Alsaciens-Mosellans pour gagner la guerre, qu'elle espérait bientôt terminée et victorieuse. « Nous n'avons pas besoin des Alsaciens pour gagner la guerre, disait un orateur de la propagande, mais c'est pour l'honneur de votre pays que nous tenons à vous avoir dans nos rangs ». Les services de Goebbels n'en firent pas moins une propagande active pour inciter les jeunes Alsaciens et Mosellans à s'engager, mais sans le moindre résultat. Seuls les fils des fonctionnaires allemands présents semblent avoir répondu à l'appel, mais ils furent moins d'un millier pour les deux départements alsaciens.
Le gauleiter Robert Wagner, qui était responsable de l'Alsace, était persuadé que ceux qu'il considérait comme des frères de race nouvellement reconquis entendraient vite l'appel de leur sang et se sentiraient rapidement allemands ; constatant le nombre infime d'engagés volontaires, il conclut — non sans cynisme — que les jeunes hésitaient à entrer dans l'armée allemande « par peur de leur famille » et qu'ils seraient heureux de s'y voir forcés. Au printemps 1942, à Vinnitsa, il persuada Adolf Hitler, au début fort réticent, d'introduire le service militaire obligatoire en Alsace, ce qui fut fait officiellement le 25 août 1942.

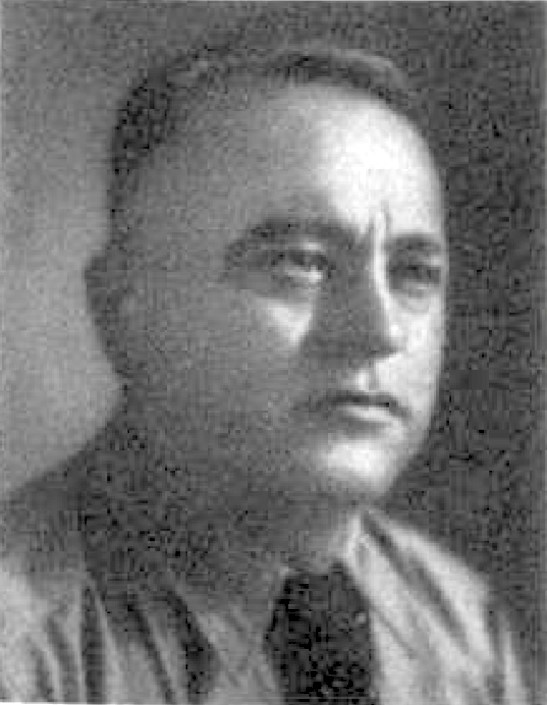
Josef Bürckel, gauleiter du Gau Westmark.

De son côté, le gauleiter Josef Bürckel, responsable de la Moselle annexée, avait promulgué l'ordonnance instituant le service militaire obligatoire pour les Mosellans dès le 19 août 1942. Il promulgua, dix jours plus tard, une seconde ordonnance portant sur l'octroi de la nationalité allemande aux Mosellans, qui rendit aussitôt applicable cette incorporation de force en Moselle.
En 1942, l'armée de Vichy démobilisa une grande partie des soldats du contingent qui avaient été maintenus sous les drapeaux depuis le début de la guerre mais, dès 1940, les Alsaciens-Lorrains avaient été autorisés à quitter l'armée française. Ceux qui n'ont pas profité de cet « avantage » ont pu rester dans l'armée française, et ensuite rejoindre les forces françaises libres. D'où, chez certains, un sentiment de supériorité vis-à-vis des autres soldats français, de l'intérieur : « Nous sommes plus français que vous".  En revanche, ceux qui ont demandé à être démobilisés pour rentrer chez eux en croyant naïvement qu'on allait les laisser tranquillement cultiver leurs champs, se sont vu dire à leur arrivée par l'armée d'occupation: "puisque vous n'êtes pas français, donc vous êtes allemands" (da du nicht französisch bist, bist du deutsch) et sont devenus des "malgré-nous". »
Bürckel déclara, non sans hypocrisie, que les Mosellans qui ne se sentaient pas allemands pouvaient demander, avant le 5 septembre 1942, à être expulsés vers la France. Le nombre de demandes fut tel que Bürckel se rétracta aussitôt, annonçant que les déportations se feraient non vers la France mais vers la Pologne et que les réfractaires au service militaire seraient envoyés en camp de concentration.
Le gauleiter Wagner, qui sentait bien l'illégalité d'une telle décision, déclara le 23 septembre : « Nous vivons dans un temps de grande révolution : avec lui s'effondrent également les concepts juridiques qui étaient valables dans le passé ».
Et le 21 juin 1943 : « Ce n'est pas mon intention de justifier juridiquement cette mesure si incisive dans la vie de l'Alsace. Il n'y a aucune raison de faire cela. Chaque décision que le Troisième Reich Grand-Reich-Allemand prend à ce sujet est appuyée par le droit formel et réel et est inattaquable. »
Le service militaire, en temps de guerre, équivalait à être incorporé et à participer aux combats. La plupart des malgré-nous furent affectés dans la Wehrmacht, mais de nombreuses classes furent versées d'autorité dans la Waffen-SS. Certains ont été incorporés directement dans les Waffen-SS, mais d'autres ont d'abord été incorporés dans des unités de la Wehrmacht, l'armée régulière, avant d'être rattachés ultérieurement à des divisions de Waffen-SS. La décision d'incorporer de force des Alsaciens, des Mosellans, des Luxembourgeois et des Belges dans les Waffen-SS s'explique par le fait que les divisions de la Waffen-SS, dites « troupes d'élite », comptaient une forte proportion de pertes lors des combats. Dans son journal, courageusement tenu en français pendant l’occupation allemande, Marie-Joseph Bopp parle d’un collègue mobilisé et versé d’office dans les SS malgré ses efforts. On lui donne cette raison : c’est que « les cadres de la Waffen-SS sont vides, il faut absolument qu'ils soient remplis, d'ailleurs la visite médicale n'est que de pure formalité ». Et puis « on sait très bien que les Russes n'épargnent aucun soldat qui porte l'uniforme de la SS détestée et qui d'ailleurs porte, en haut du bras droit, le signe de son groupe sanguin (qu'on ne marque pas chez les autres soldats). Tous les SS faits prisonniers seront tués. ». On veut ainsi dissuader les jeunes gens de déserter.
Finalement, 100 000 Alsaciens et 30 000 Mosellans se retrouvèrent, principalement sur le front de l'Est, à combattre l'armée de Joseph Staline. Ils furent pour la plupart internés à Tambov, en Russie, en 1945. Nombre d'entre eux ont cependant vécu les combats en Normandie, comme les « malgré-nous » de la 2e division SS Das Reich, dans la poche de Falaise.
Beaucoup de jeunes gens avaient moins de dix-huit, voire dix-sept ans. Parmi les rares qui ont pu déserter, ou se rendre aux Alliés occidentaux, certains se sont enrôlés dans les FFI ou dans l'Armée française de la Libération. En juillet 1944, les Soviétiques relâchent 1 500 malgré-nous prisonniers à Tambov ; ceux-ci sont transférés à Alger pour être incorporés dans l'armée de la France libre.

## Le cas des officiers de réserve
D'après la législation militaire, l'armée allemande ne peut pas incorporer d'officiers non nationaux.

### L'affaire des 42; février 1944 par Marie-Joseph Bopp
Jusqu’en 1944, les Allemands ne  mobilisent pas les officiers de réserve, mais Marie-Joseph Bopp écrit le 20 janvier : 
« On croit que très prochainement les Allemands appelleront sous leurs drapeaux les Alsaciens officiers de réserve dans l'armée française. Jusqu'à présent, on ne les avait pas inquiétés ».
Une première alerte a lieu à la fin de 1943 puisque nous lisons chez Bopp à la date du 22 décembre : 
« On me certifie d'une source très sure que les Allemands préparent la liste des officiers de réserve alsaciens dont la plupart, prisonniers de guerre, avaient signé une déclaration qu'ils sont de sang germanique et qui, pour cette raison, ont été renvoyés dans leur province. Ils ne sont pas inquiétés par une mobilisation de leurs classes. Mais on veut éviter des troubles en cas de débarquement des Alliés en France ».
Mais la situation est en fait beaucoup plus grave et le 14 février il écrit effectivement : 
« Une nouvelle sensationnelle a éclaté comme une bombe : tous les officiers de réserve français seront mobilisés dans la Waffen-SS, car, dans cette armée, la discipline sera plus sévère et on pourra mieux les contrôler et surveiller ».
Et, moins d’une semaine après :
« Aujourd'hui, une quarantaine d'anciens officiers de réserve ont dû se présenter à la visite médicale pour la Waffen-SS. À Strasbourg, la visite avait déjà eu lieu. Là, c'était un général qui les a reçus. Il voulut leur faire un discours, mais il fut plusieurs fois interrompu. On lui demandait sur quel droit se basait la Wehrmacht pour mobiliser des officiers alsaciens qui avaient été dans l'armée française. Réponse : les lois internationales ne nous permettent pas d'enrôler des officiers ayant appartenu à une autre nation. Aussi observons-nous la loi. Vous ne serez pas mobilisés dans la Wehrmacht, mais bien dans la Waffen-SS, car les lois internationales ne parlent pas d'elle. Puis, il leur affirme que ceux qui entreraient comme volontaires garderaient le rang qu'ils avaient eu dans leur ancienne armée. Pour cela, ils n'avaient qu'à signer un papier ! Silence complet ! Aucun ne se présente. Puis le général leur dit: « Bon. Mais chacun de vous donnera son curriculum vitae. » Également, refus général. Sur cela, le général disparait et la visite médicale commence ».
Les récalcitrants sont envoyés au camp de Cernay mais là encore on tente de les convaincre. Le 9 juin,
« Un Alsacien, ancien officier français, qui est dans le camp de Saint-André près de Cernay vient d'écrire à sa famille qu'il y a quelques jours, le commandant du camp SS avait réuni pour un appel tous les anciens officiers. II arrive avec un lieutenant-colonel et un commandant, les deux en uniforme SS. Le commandant du camp s'adresse aux Alsaciens : «Je vous présente deux officiers supérieurs français qui, eux, ont compris les nécessités de l'heure et qui, en bons Européens, mettent leur épée au service de l'Allemagne. Si des Français de l'Intérieur font cela, vous, Alsaciens de race germanique, vous devrez imiter leur exemple. Ceux qui seront donc volontaires pour la guerre devront s'avancer. » Silence général. Aucun des Alsaciens ne bouge. Ils regardent fixement et avec mépris les deux Français devant eux, pâles comme la mort. Après l'attente d'une minute, le commandant allemand renvoie les Alsaciens ».

### L'affaire des 42;  mai 1944 par Cyrille Gillig
Cyrille Gillig, avec cinquante officiers alsaciens est convoqué à Cernay le 20 mai pour être incorporé dans les Waffen-SS. 42 refusent de porter l'uniforme allemand et sont envoyés au camp de concentration de Neuengamme au nord de l'Allemagne. Vingt survivants seront libérés par les Anglais en 1945.

## Désertion
Certains malgré-nous ont déserté pour rejoindre la Résistance ou la Suisse, mais leurs familles furent parfois déportées dans des camps de travail comme celui de Schirmeck ou de concentration comme celui de Natzwiller-Struthof, tous deux situés en France alors annexée. Ce fut notamment le cas le 3 juin 1944, de 123 habitants de Longeville-lès-Saint-Avold, parents de réfractaires, envoyés d’abord au camp de Woippy, un camp de répression près de Metz, puis en camp de concentration. L'application stricte de la Sippenhaftung, à partir de juillet 1944, induisant la responsabilité collective de la famille (et du clan) en cas de délit, menaçait directement la famille des insoumis qui pouvait être transplantée dans un pays de l'Est, en Silésie par exemple. En outre leurs biens étaient confisqués. Cette pratique obligea donc la plupart des conscrits, non seulement à entrer dans l'armée allemande, mais aussi à y rester. Certains le faisaient pourtant avec l'intention de se rendre sur le front russe, mais les chances de réussite étaient minces. Pour éviter des mutineries, l'Allemagne nazie avait pris soin de ne pas former d'unités exclusivement composées de conscrits du Luxembourg, d'Alsace ou de Moselle. Isolés dans des unités composées majoritairement d’Allemands, les malgré-nous devaient se plier à une discipline de fer, dans une armée où l’esprit de corps laissait peu de place aux écarts de conduite. Parmi ceux qui choisirent tout de même de déserter devant l'ennemi, certains furent repris et exécutés, sans autre forme de procès, comme « traîtres à la Patrie allemande ».
Pour échapper à l'incorporation de force, d'autres jeunes ont réussi à se cacher, comme Joseph Kuhn, originaire de Sélestat, pendant plus de 2 ans, dans des conditions difficiles.
Le simple soupçon d’avoir déserté pouvait avoir des conséquences tragiques pour la famille, on lit dans le journal de Marie-Joseph Bopp : 

« On ne cherche maintenant pas seulement les familles de ceux qui ont un fils en France ou en Suisse, mais aussi les parents des soldats portés disparus et qu'on soupçonne d'avoir déserté. Ainsi, à Kaysersberg, on a expulsé la famille Wilhelm, dont le fils avait été signalé comme disparu. Tous leurs biens ont été confisqués. Or, à peine la famille avait été installée à Breslau qu'elle reçoit la nouvelle officielle que le fils était mort des blessures de guerre dans un hôpital allemand ! La famille put rentrer à Kaysersberg, mais tous ses biens avaient disparu. On lui a bien versé une petite somme pour la dédommager, mais elle ne peut rien acheter avec cet argent. Ah, mourir pour notre Führer ! »

Sur le front occidental, certains malgré-nous se rendirent à l'armée américaine après avoir déserté, pensant se rendre aux libérateurs de la France. Ils déchantèrent rapidement en comprenant qu'ils étaient considérés, non comme des insoumis, mais comme des déserteurs de l'armée allemande. Ils furent envoyés dans des camps dans l'Ouest de la France, aux côtés de prisonniers allemands qui ne cachaient pas leur mépris pour ces « traîtres à la patrie ». À l'humiliation de la double défaite, celle de la France de 1940 et celle de l'Allemagne de 1944, s'ajoutait l'humiliation de la double trahison supposée, celle de la France de De Gaulle et celle de l'Allemagne de Hitler. Quand ils en avaient la possibilité, ils tentaient de venir au secours de leurs compatriotes français.
Sur le front russe, certains décidèrent de déserter la Wehrmacht pour se rendre à l'Armée rouge et ainsi, en tant que Français, rejoindre le général de Gaulle et la France libre. Les Soviétiques n'avaient, dans leur grande majorité, pas connaissance du drame de ces Alsaciens et Mosellans. Ils furent donc parfois considérés comme des déserteurs, ou des espions, et fusillés, victimes d'une double méprise, les autres ont été déportés au camp de Tambov.

## Captivité
Sur le front de l'Est, de nombreux incorporés de force furent faits prisonniers par l'armée soviétique durant la débâcle allemande. Ils connurent, comme les militaires de l'Axe, les camps de détention soviétiques. Le plus connu est le camp de Tambov, qui regroupa une grande partie des prisonniers Mosellans et Alsaciens, après parfois un passage dans les mines de charbon de Karaganda.

Dans un compte rendu du colloque de Hambourg sur le retour des prisonniers de guerre après 1945 on peut lire :

« Les Alsaciens en uniforme allemand furent concentrés dans le camp de Tambov et subirent le sort de tous les prisonniers de la Wehrmacht, avec des conditions de vie très dures, un taux de mortalité élevé et des campagnes de rééducation antifasciste. Libérée en grande majorité durant l'automne 1945, une partie des « Malgré-nous » passe pourtant plusieurs années supplémentaires en captivité. Accusés de crimes de guerre par les Soviétiques, ils se sentent trahis par la France Libre, et utilisés comme monnaie d'échange dans les négociations diplomatiques. Certains iront jusqu'à évoquer l'intervention de dirigeants communistes français afin de retarder leur retour, tant le témoignage de leur expérience ternirait l'image de l'Union soviétique. »

À Tambov, les conditions de détention étaient en effet effroyables : « Une soupe claire et 600 grammes de pain noir presque immangeable constituent la ration journalière (…) On estime qu’environ un homme sur deux mourait à Tambov après une durée moyenne d’internement inférieure à quatre mois ».
Le dernier malgré-nous libéré d'URSS fut Jean-Jacques Remetter, un vannier, retourné chez lui en 1955.

### Retour des Quinze-Cents
En juillet 1944, sur l'intervention du général Français Ernest Petit, les Soviétiques libérèrent 1 500 Mosellans et Alsaciens. Après un trajet par Téhéran, Bagdad, Haïfa, Alexandrie, le convoi arriva à Alger le 30 août 1944 où certains d'entre eux s'engagèrent dans l'armée française.

## Retour en France

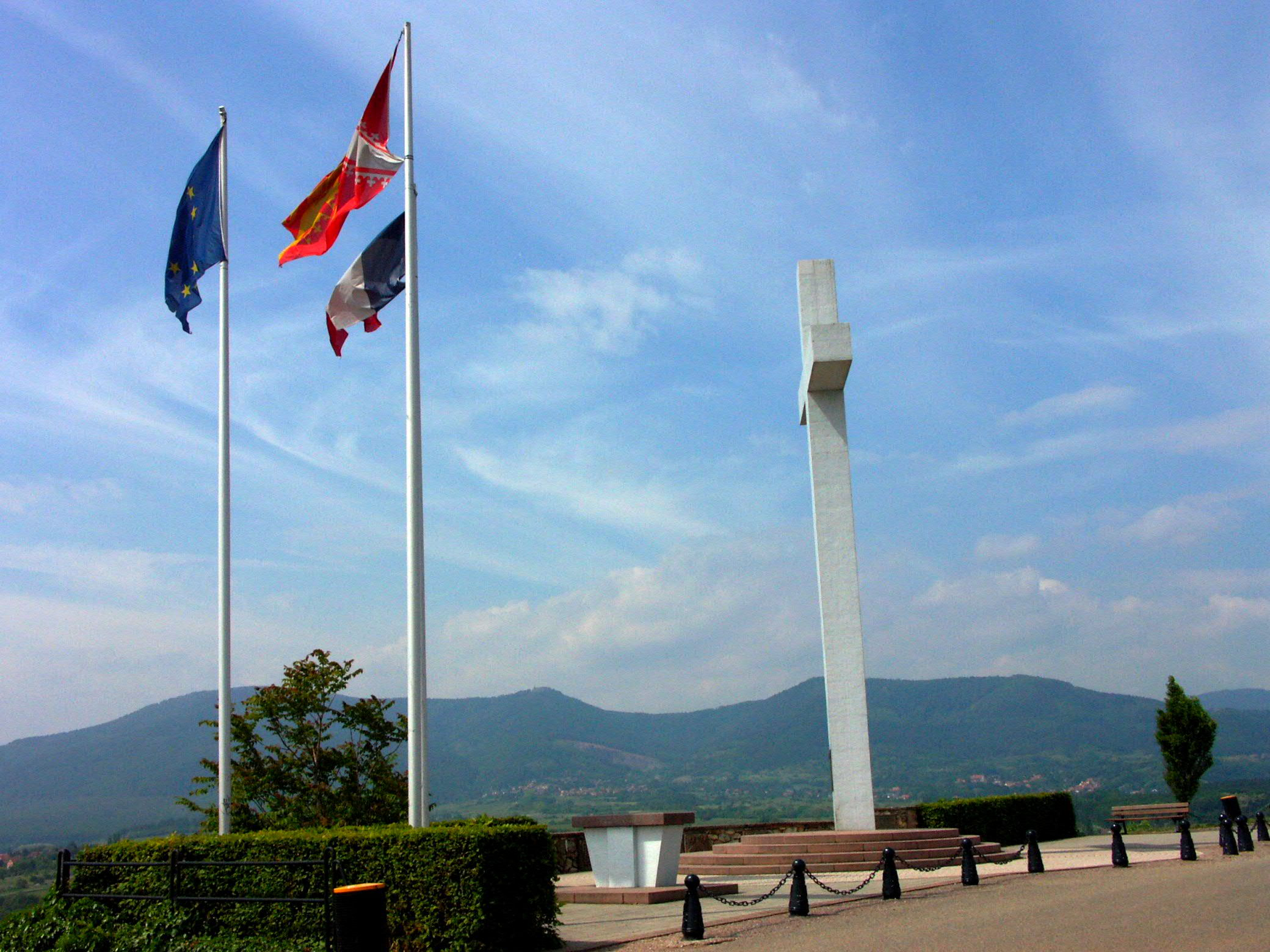
Monument en hommage aux malgré-nous dans le canton d'Obernai (Bas-Rhin).

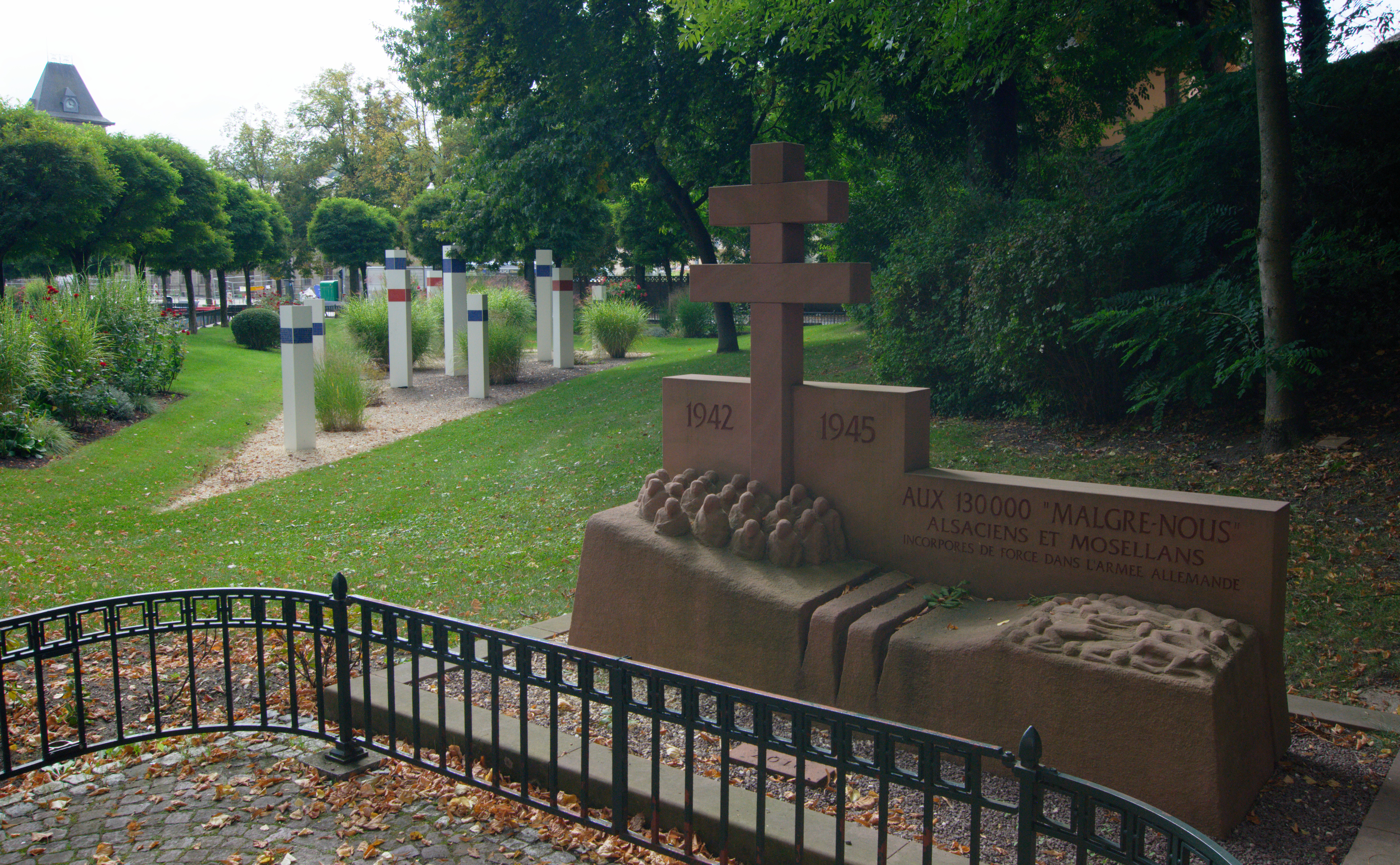
Monument et jardin pour les Malgré-nous à Sarreguemines.

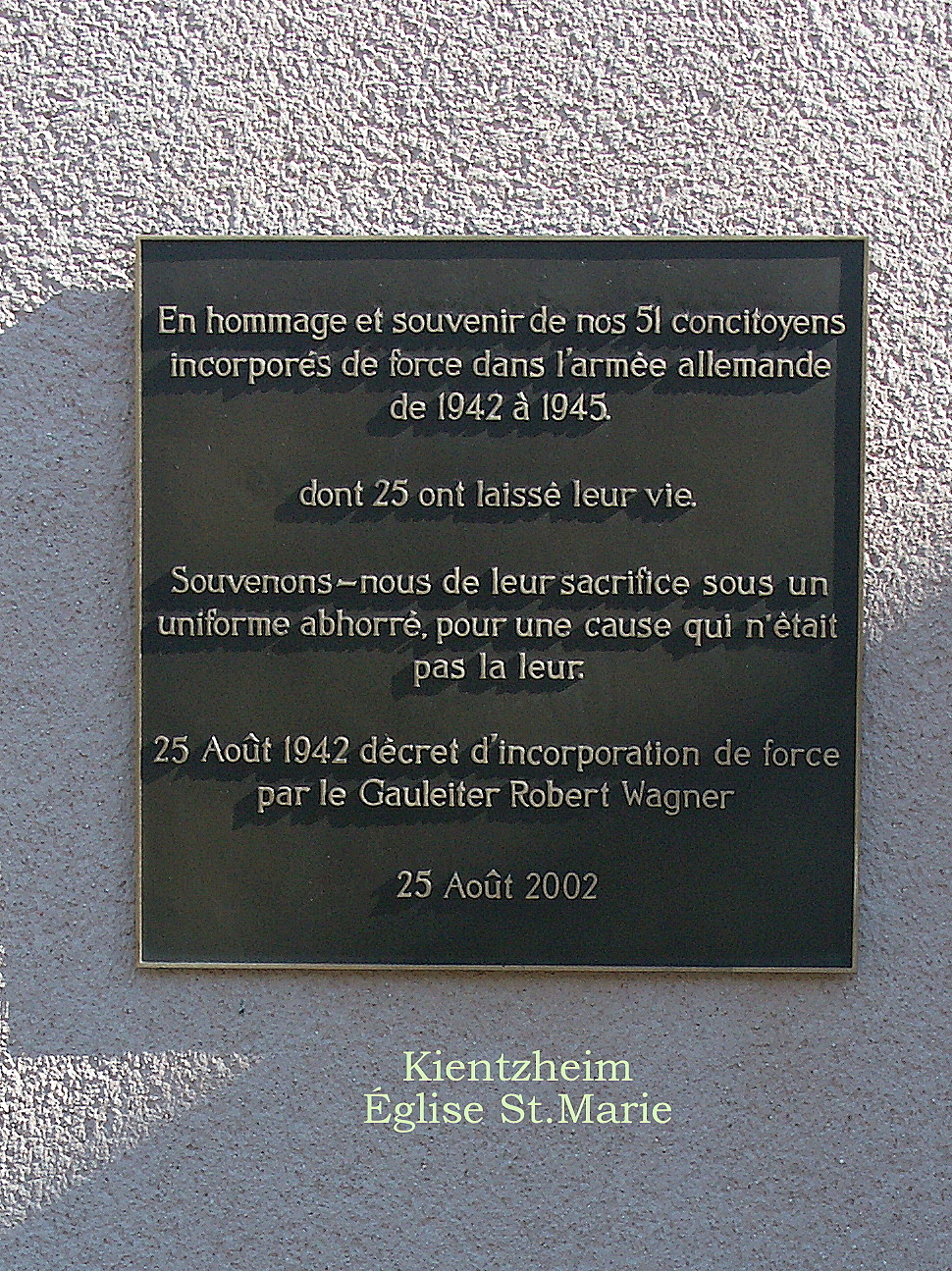
Plaque commémorative sur l'église de Kientzheim pour les Malgré-nous.

Après la guerre, les malgré-nous ont été considérés par certains comme des traîtres, voire comme des sympathisants nazis. Beaucoup d'entre eux ont subi l'épuration, comme les collaborateurs, ainsi que les collaboratrices ayant eu des relations avec l'occupant allemand.
Ils ont été fortement attaqués par les militants du Parti communiste français, pour leurs dénonciations de la situation dans les camps d'internement soviétiques, et pour leurs témoignages sur les conditions de vie et de la guerre à l'Est.
Les choses pouvaient mieux se passer si les malgré-nous tombaient sur un officier informé de la situation. Par exemple, l'un d’eux ayant demandé aux Anglais l'envoi de 300 SS allemands pour travailler dans les mines comprend qu’ils lui ont envoyé trois cents Alsaciens : « Eh bien, mes enfants, leur dit-il, vous aurez une grande chance grâce à ces cochons d'Anglais. Je vous enverrai immédiatement au bureau de rapatriement de Lille ». Alors il leur fait servir un excellent repas, puis les fait conduire à Lille où ils sont très bien reçus. Chacun reçoit 1 000 francs, un complet neuf. Très heureux, tous peuvent rentrer dans leurs foyers ».

## Crimes de guerre
La division de Waffen-SS Das Reich est responsable du massacre d'Oradour-sur-Glane durant lequel le village a été détruit, ses habitants ainsi que les évacués de la Moselle annexée qui y avaient trouvé refuge ont été massacrés. Elle comptait dans ses rangs treize Alsaciens incorporés de force, obligés de servir le Troisième Reich sous peine de représailles et un engagé volontaire, Georges René Boos. Lors du procès du massacre, tenu à Bordeaux en 1953, les accusés ont reconnu les faits. Le procès se déroula dans une ambiance extrêmement tendue, entre l'opinion publique limousine et l'opinion publique alsacienne. À l'issue du procès le 12 février 1953, douze malgré-nous furent condamnés à des peines de travaux forcées à temps, alors que l'engagé volontaire, mineur au moment des faits, fut condamné à mort. Un malgré-nous fut acquitté, car il avait prouvé son absence à Oradour le jour du massacre. Les douze condamnés aux travaux forcés furent amnistiés par la loi du 20 février 1953, qui amnistiait les crimes ayant pu être commis par des malgré-nous.
Cette condamnation surprend certains auteurs. Dans son ouvrage, Frédéric Stroh met en évidence les contradictions des jugements des tribunaux lors des procès d'après-guerre : au procès de Nuremberg, l'incorporation de force est condamnée, mais lors des procès de Rastatt, les juges qui ont le plus souvent condamné à mort les réfractaires à l'incorporation de force, sont relaxés, car « la nationalité allemande et le service obligatoire avait été décrétés en Allemagne » ; et lors du procès de Bordeaux, un des attendus du jugement dispose que « les incorporés de force devaient s'extraire des unités allemandes ».

## Bilan humain et commémorations
L'Alsace et la Moselle occupées ont fourni 1 % du contingent total des forces armées allemandes, soit 134 000 hommes, dont 103 000 Alsaciens et 31 000 Mosellans. Parmi les 134 000 hommes qui furent appelés par le Troisième Reich :
- 30 000 furent blessés et 10 000 invalides[48] ;
- 30 000 à 40 000 sont morts[49] ;
- entre 11 000 et 20 000 sont portés disparus dont 12 000 incorporés de force disparus dans les camps soviétiques[49].

Il est cependant particulièrement malaisé de déterminer combien de malgré-nous sont morts au front et combien sont décédés à la suite de leur captivité dans les camps soviétiques. L'historien Régis Baty avance cependant les chiffres suivants : 24 000 morts au front et 16 000 en captivité soviétique ou yougoslave (en Croatie alliée des Nazis au camp de Jasenovac, les Serbes étant opposés à Hitler), dont peut-être entre 3 000 et 6 000 morts au seul camp de Tambov, ainsi 40 000 ne sont pas rentrés à l'issue de la guerre. Certaines bourgades furent particulièrement éprouvées : la bourgade de L'Hôpital, en Moselle, (5050 habitants en 1936) compta près de 72 jeunes malgré-nous tombés ou disparus pendant le conflit. Selon les historiens Alfred Wahl et Jean-Claude Richez, professeurs à l'université de Metz, « la Seconde Guerre mondiale a finalement coûté la vie à plus de 35 000 Alsaciens (combattants de 1939-1940, incorporés de force, résistants, déportés, victimes civiles lors des combats et des bombardements de 1940 puis de 1944-1945), soit 3,5 % de la population. Les autres départements ne déplorèrent que 1,5 % de pertes ».
Depuis 1945, les Alsaciens et Mosellans incorporés de force dans l'armée allemande bénéficient des mêmes droits que les combattants ayant servi dans les formations de l'armée française, durant la Seconde Guerre mondiale ; ceci dans un geste de réconciliation franco-allemande.
Le 25 août 2017, toutes les églises d'Alsace ont été invitées à sonner le glas en mémoire de l'enrôlement de force de jeunes Alsaciens et Mosellans, à compter du 25 août 1942,,.

### Associations
Le 12 mai 1945, l'ADEIF (Association des Évadés et Incorporés de Force) est créée à Mulhouse.

## Dans la fiction

### Œuvres de fiction
- Georges Koestler, Adieu Galina, 1993 Incorporé de force à dix-huit ans dans l'Armée allemande, un jeune Mosellan découvre sur le front russe la souffrance, l'horreur et l'amour.
- Dorothée Piatek, Je marchais MALGRÉ MOI dans les pas du diable, Petit à Petit, 2006 (réédition Le Seuil, 2012).
- Dominique Muller, Les Malgré-nous, Le Seuil, 2003  (ISBN 978-2-020-61336-1).
- Yves Jacob, Un homme bien tranquille, Presses de la cité, 2008  (ISBN 978-2-258-07373-9) Ce roman tiré d'un fait réel relate la guerre vue par Nicolas, un malgré-nous mosellan de 19 ans qui déserte et se cache dans une ferme.
- L'adjudant Willsdorff, dans le film La 317e section, de Pierre Schoendoerffer, est un malgré-nous engagé dans la guerre d'Indochine après sa libération du Front de l'Est.
- Caroline Fabre-Rousseau, C'était malgré nous, Prisma, 2012  (ISBN 978-2-810-40215-1). Un roman d'aujourd'hui, avec en arrière-plan, l'itinéraire d'un grand-père malgré nous, envoyé sur le front de l'Est, brisé par son internement à Tambov.
- Benjamin Steinmann, In Memoriam, 2018. Un film hommage aux Malgré-Nous qui raconte l'histoire d'André Balzinger, jeune incorporé Alsacien qui décide avec d'autres soldats incorporés de déserter les fronts russes pour rejoindre la Résistance ou la France libre.
- Le Soldat oublié, de Guy Sajer édité en 1967 chez Robert Laffont, qui raconte l'histoire d'un soldat sur le front de l'Est.
- Après la guerre (1989), film de Jean-Loup Hubert. Raconte, entre autres, le périple de Richard Bohringer, malgré-nous alsacien déserteur de l'armée allemande.
- La Neige et le Sang (1991), film de Claude Pinoteau, on y voit un soldat qui dit avoir commencé la guerre dans l'armée française, l'a continué en tant que malgré-nous et, sorti des camps de prisonniers allemands, s'engage dans l'armée française pour la finir.

### Bande dessinée
- Thierry Gloris et Marie Terray, Malgré Nous, tome 1 : Elsaß (2009), tome 2 : Ostfront (2010), tome 3 : Germania (2012), tome 4 : Alsace (2013) Quadrants, Collection Azimut[58],[59],[60],[61]
- Les deux premiers tomes de la série Airborne 44 de Philippe Jarbinet  (Là où tombent les hommes et Demain sera sans nous) traitent du sujet : Egon Kellerman, enrôlé de force dans l'Einsatzgruppe, revient chez lui après 4 ans d'absence. Il détient des photographies prouvant l'existence des camps de concentration[62],[63].
- Le Voyage de Marcel Grob de Philippe Collin et Sébastien Goethals est un roman graphique relatant la vie du grand-oncle de Philippe Collin ; cette bande dessinée française a bénéficié d'une couverture médiatique au niveau national[64]
- Herr Doktor de Jean-François Vivier et Régis Parenteau-Denoël, fiction historique autour de Martin, médecin strasbourgeois Malgré-Nous et de sa famille. Tome 1 publié aux éditions Artège en 2015, tome 2 en financement participatif[65].
- Charly Damm et François Abel, Malgré Nous, l'Histoire des Incorporés de Force d'Alsace Moselle 1942-1945

### Théâtre
- Igor Futterer, La cigogne n'a qu'une tête, Éditions de l'Amandier, Paris, 2006  (ISBN 2915695873)

### Escape game immersif
- Foretscape, l'escape game sur les Malgré-Nous, crée par Fabien Gaertner, produite par la Compagnie du Reflet, Sondernach, 2021[66]

## Reconnaissance
- Une rue des Incorporés de Force à Sausheim[67] ;
- Un square des Malgré-nous à Mulhouse ;
- Rues des Malgré-Nous à Blotzheim, Guebwiller, Illkirch-Graffenstaden, Ostwald, Ungersheim[67].